# Pristaulacus insularis
Pristaulacus insularis är en stekelart som beskrevs av Konishi 1990. Pristaulacus insularis ingår i släktet Pristaulacus och familjen vedlarvsteklar. Inga underarter finns listade i Catalogue of Life.